# Менейлешть
Менейлешть, Менейлешті (рум. Mănăilești) — село у повіті Вилча в Румунії. Входить до складу комуни Фринчешть.
Село розташоване на відстані 168 км на північний захід від Бухареста, 21 км на південний захід від Римніку-Вилчі, 81 км на північ від Крайови, 135 км на південний захід від Брашова.

## Населення
За даними перепису населення 2002 року у селі проживали 943 особи, усі — румуни. Усі жителі села рідною мовою назвали румунську.